# Ś
Cette page contient des caractères spéciaux ou non latins. S’ils s’affichent mal (▯, ?, etc.), consultez la page d’aide Unicode.
Ś (minuscule : ś ou ſ́), appelé S accent aigu, est une lettre additionnelle latine, utilisée dans les alphabets bas-sorabe, chipaya, ladin, monténégrin et polonais, dans l’alphabet łacinka du biélorusse et dans la translittération du ge’ez.
Il s’agit de la lettre S diacritée d’un accent aigu.

## Utilisation
En polonais, ‹ ś › représente le son /ɕ/ avant une consonne ou en fin de mot (avant une voyelle, ce son est écrit ‹ si ›).
Cette lettre est utilisée également pour translittérer les langues indiennes : par exemple, dans la norme IAST du sanskrit, ‹ ś › représente श.
Dans la translittération du ge’ez, ‹ ś › retranscrit le ‹ ሠ ›.

## Représentations informatiques
Le S accent aigu peut être représenté avec les caractères Unicode suivants :
- précomposé (latin étendu A)[1] :

| forme     | représentation | chaîne de caractères | point de code | description                           |
| --------- | -------------- | -------------------- | ------------- | ------------------------------------- |
| capitale  | Ś              | Ś                    | U+015A        | lettre majuscule latine s accent aigu |
| minuscule | ś              | ś                    | U+015B        | lettre minuscule latine s accent aigu |

- décomposé (latin de base, latin étendu A, diacritiques) :

| forme            | représentation | chaîne de caractères | point de code | description                                            |
| ---------------- | -------------- | -------------------- | ------------- | ------------------------------------------------------ |
| capitale         | Ś              | S◌́                   | U+0053 U+0301 | lettre majuscule latine s diacritique accent aigu      |
| minuscule        | ś              | s◌́                   | U+0073 U+0301 | lettre minuscule latine s diacritique accent aigu      |
| minuscule longue | ſ́              | ſ◌́                   | U+017F U+0301 | lettre minuscule latine s long diacritique accent aigu |

Des anciens codages informatiques permettent aussi de représenter le S accent aigu :
- ISO/CEI 8859-2 :
  - capitale Ś : A6
  - minuscule ś : B6
- ISO/CEI 8859-13 :
  - capitale Ś : DA
  - minuscule ś : FA
- ISO/CEI 8859-16 :
  - capitale Ś : D7
  - minuscule ś : F7